# Пантайское восстание

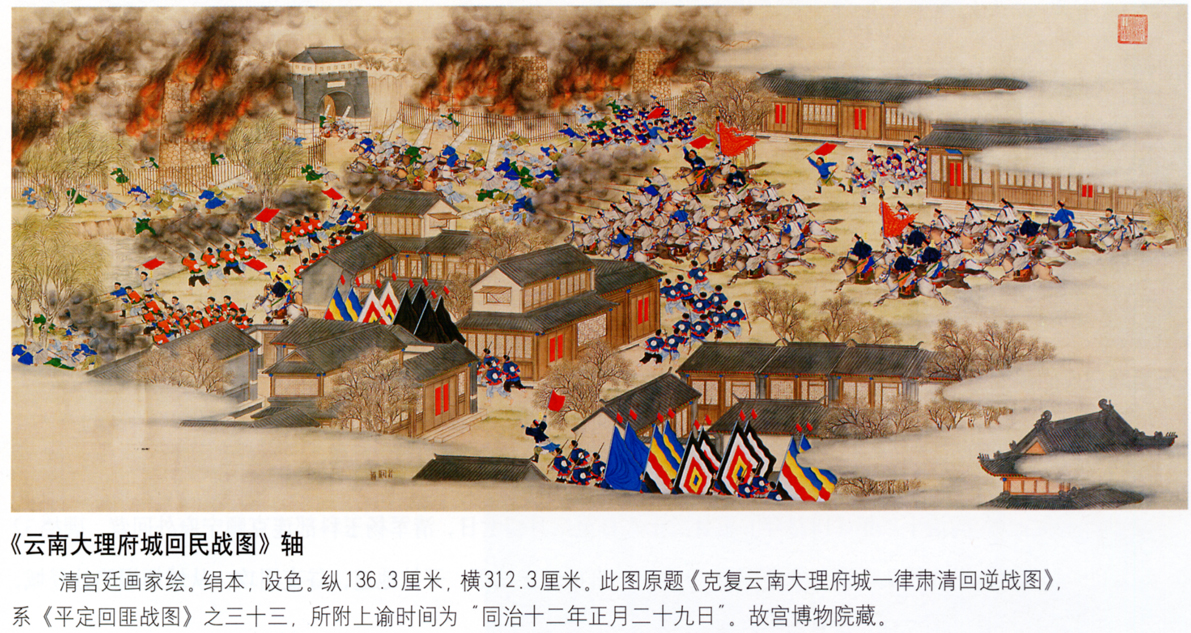
Китайский рисунок, изображающий штурм Дали в 1872 году

Пантайское восстание (1856—1873), также известное как Восстание Ду Вэньсю, — восстание хуэй (исповедующих ислам китайцев) и других мусульманских этнических меньшинств Китая против властей империи Цин в провинции Юньнань на юго-западе Китая, бывшее одним из многочисленных бунтов хуэй и соседних народов против цинских властей.
Слово «Пантай» (или «Пантхай») по своему происхождению является бирманским: так в Бирме называли китайских мусульманских (хуэйских) торговцев, приходивших с караванами в Бирму из китайской провинции Юньнань. В самой Юньнани это название не было известно, однако в историографии за Юньнаньским восстанием закрепилось именно это название.
К 1840-м годам в Юньнани резко обострилось противостояние между двумя этническими группами китайцев: ханьцами и исповедующими ислам хуэй. Споры касательно контроля над золотыми, серебряными и свинцовыми шахтами в центральной части провинции приводили к кровавым стычкам с тысячами жертв во многих деревнях и нескольких городах (в Талане в 1850 году, в Шияне в 1854-м, в Малуне в 1855-м), которые цинское правительство не могло или не хотело пресечь. В мае 1856 года ситуация в провинции накалилась до предела, когда цинский чиновник Циншэн инициировал в Куньмине массовую бойню ханьцев и хуэй, жертвами которой стали более 2000 человек, а затем устроил в городе кровавую расправу над мусульманами. После этого события ханьцы и хуэй начали создавать крупные вооружённые отряды в различных городах и деревнях провинции.
Наиболее видным руководителем восстания был Ду Вэньсю (1828—1873), мусульманин ханьского происхождения (из семьи ханьцев, перешедших в ислам), имевший классическое китайское образование. В сентябре 1856 года он со своими сторонниками занял город Дали, где провозгласил себя главнокомандующим и султаном, а также сформировал собственное правительство, в которое входили как хуэй, так и ханьцы; люди, исповедовавшие ислам, конфуцианство и традиционные религии, пользовались в государстве повстанцев равными правами. К концу 1860-х годов повстанцы контролировали всю восточную Юньнань с приблизительно 50 городами. Ду Вэньсю пытался установить контакты с руководителями шедшего в те же годы Тайпинского восстания, а в 1863 году его войска вторглись в провинцию Сычуань.
Юг Юньнани контролировался другим хуэйским лидером — Ма Цзюйлуном (1832—1891). Будучи соперником Ду Вэньсю, первоначально он также выступал против цинских властей и даже пытался занять Куньмин, однако в 1862 году перешёл на службу к правительству, пообещавшему ему чин генерала, и затем сражался в рядах цинской армии против своих бывших сторонников и сил Ду Вэньсю. Его позиция была поддержана ещё одним лидером повстанцев — Ма Дэсинем (1794—1874), уважаемым среди хуэй религиозным лидером, изначально выказавшим решительную поддержку восстанию, а затем призывавшим к миру.
Повстанцам под руководством Ду Вэньсю не удалось или удалось лишь на очень короткое время занять главный город провинции Куньмин. В 1871 году цинская армия под руководством губернатора Юньнани Цэнь Юйина начала наступление на восставших с целью восстановить китайскую власть на всей территории провинции. Правительственные войска, получившие за прошедшее десятилетие более современное вооружение и обученные французскими инструкторами, отвоёвывали у повстанцев город за городом. Ду Вэньсю пытался получить помощь от Великобритании и в 1871 году отправил к англичанам посольство во главе со своим приёмным сыном Лю Даохэном, однако эта миссия, как и предыдущие посольства повстанцев к британцам и французам в 1868 году, закончилась безрезультатно. В январе 1873 года Ду Вэньсю, осаждённый китайцами в Дали, покончил жизнь самоубийством вместе со своей семьёй. После капитуляции Дали мусульманское население города было почти полностью истреблено, в других местностях восстание также подавлялось с большой жестокостью.
В период с 1855 по 1884 год население провинции Юньнань в связи с восстанием и его последствиями (голод, эпидемии, бегство жителей) сократилось более чем в два раза.